# GE - Good Ending
GE – Good Ending (ＧＥ～グッドエンディング～?) es un manga shōnen creado por Kei Sasuga y publicado en las páginas de la Weekly Shōnen Magazine de Kodansha durante casi cuatro años, alcanzando un total de 16 tomos recopilatorios.

## Argumento
La historia sigue a Seiji Utsumi, un estudiante enamorado de la capitana del club de tenis Sho Itekawa, a la que observa jugar durante las prácticas diarias del club, hasta que es descubierto por su compañera de clase Yuki Kurokawa. Ella ayudará a Seiji a confesarle sus sentimientos a Sho, pero sus esfuerzos por juntarlos acabará despertando los suyos propios.

## Personajes
- Seiji Utsumi (内海 聖志 Utsumi Seiji?)

- Yuki Kurokawa (黒川 雪 Kurokawa Yuki?)

- Sho Itekawa (池谷 晶 Itekawa Sho?)

- Eri Takiguchi (滝口 瑛理 Takiguchi Eri?)

- Tsukasa Izumi (泉 司 Izumi Tsukasa?)

- Tetsuya Kono (河野 哲也 Kono Tetsuya?)

- Risa Onuma (大沼 理沙 Onuma Risa?)